# Danh sách tích phân với phân thức
Sau đây là danh sách các tích phân (nguyên hàm) của các hàm phân thức. 
Tích phân của mọi hàm phân thức đều có thể được tính bằng phân tích phân số một phần thành tổng các hàm số có dạng:
{\displaystyle {\frac {a}{(x-b)^{n}}}}, và {\displaystyle {\frac {ax+b}{\left((x-c)^{2}+d^{2}\right)^{n}}}.}
rồi lần lượt xử lý từng số hạng.
Với những dạng hàm số khác, xem danh sách tích phân.

## Hàm có dạngxm(ax+b)n
Nhiều nguyên hàm dưới đây có hạng tử dạng ln . Do hạng tử này không có nghĩa khi x = −b / a, dạng tổng quát của nguyên hàm thay hằng số tích phân bằng một hàm hằng cục bộ. Tuy nhiên, người ta thường bỏ nó ra khỏi biểu thức. Ví dụ
{\displaystyle \int {\frac {1}{ax+b}}\,dx={\begin{cases}{\dfrac {1}{a}}\ln(-(ax+b))+C^{-}&ax+b<0\\{\dfrac {1}{a}}\ln(ax+b)+C^{+}&ax+b>0\end{cases}}}
thường được viết ngắn gọn là
{\displaystyle \int {\frac {1}{ax+b}}\,dx={\frac {1}{a}}\ln \left|ax+b\right|+C,}
trong đó C được hiểu là ký hiệu cho hàm hằng cục bộ ẩn x. Quy ước này sẽ được tuân theo trong phần còn lại This convention will be adhered to in the following.
{\displaystyle \int (ax+b)^{n}\,dx={\frac {(ax+b)^{n+1}}{a(n+1)}}+C\qquad (n\neq -1{\mbox{)}}} (Công thức diện tích Cavalieri)
{\displaystyle \int {\frac {x}{ax+b}}\,dx={\frac {x}{a}}-{\frac {b}{a^{2}}}\ln \left|ax+b\right|+C}
{\displaystyle \int {\frac {x}{(ax+b)^{2}}}\,dx={\frac {b}{a^{2}(ax+b)}}+{\frac {1}{a^{2}}}\ln \left|ax+b\right|+C}
{\displaystyle \int {\frac {x}{(ax+b)^{n}}}\,dx={\frac {a(1-n)x-b}{a^{2}(n-1)(n-2)(ax+b)^{n-1}}}+C\qquad (n\not \in \{1,2\}{\mbox{)}}}
{\displaystyle \int x(ax+b)^{n}\,dx={\frac {a(n+1)x-b}{a^{2}(n+1)(n+2)}}(ax+b)^{n+1}+C\qquad (n\not \in \{-1,-2\}{\mbox{)}}}
{\displaystyle \int {\frac {x^{2}}{ax+b}}\,dx={\frac {b^{2}\ln(\left|ax+b\right|)}{a^{3}}}+{\frac {ax^{2}-2bx}{2a^{2}}}+C}
{\displaystyle \int {\frac {x^{2}}{(ax+b)^{2}}}\,dx={\frac {1}{a^{3}}}\left(ax-2b\ln \left|ax+b\right|-{\frac {b^{2}}{ax+b}}\right)+C}
{\displaystyle \int {\frac {x^{2}}{(ax+b)^{3}}}\,dx={\frac {1}{a^{3}}}\left(\ln \left|ax+b\right|+{\frac {2b}{ax+b}}-{\frac {b^{2}}{2(ax+b)^{2}}}\right)+C}
{\displaystyle \int {\frac {x^{2}}{(ax+b)^{n}}}\,dx={\frac {1}{a^{3}}}\left(-{\frac {(ax+b)^{3-n}}{(n-3)}}+{\frac {2b(ax+b)^{2-n}}{(n-2)}}-{\frac {b^{2}(ax+b)^{1-n}}{(n-1)}}\right)+C\qquad (n\not \in \{1,2,3\}{\mbox{)}}}
{\displaystyle \int {\frac {1}{x(ax+b)}}\,dx=-{\frac {1}{b}}\ln \left|{\frac {ax+b}{x}}\right|+C}
{\displaystyle \int {\frac {1}{x^{2}(ax+b)}}\,dx=-{\frac {1}{bx}}+{\frac {a}{b^{2}}}\ln \left|{\frac {ax+b}{x}}\right|+C}
{\displaystyle \int {\frac {1}{x^{2}(ax+b)^{2}}}\,dx=-a\left({\frac {1}{b^{2}(ax+b)}}+{\frac {1}{ab^{2}x}}-{\frac {2}{b^{3}}}\ln \left|{\frac {ax+b}{x}}\right|\right)+C}

## Hàm có dạngxm/ (a x2+b x+c)n
Với a ≠ 0:

{\displaystyle \int {\frac {1}{ax^{2}+bx+c}}dx={\begin{cases}\displaystyle {\frac {2}{\sqrt {4ac-b^{2}}}}\arctan {\frac {2ax+b}{\sqrt {4ac-b^{2}}}}+C&(4ac-b^{2}>0{\mbox{)}}\\[12pt]\displaystyle {\frac {1}{\sqrt {b^{2}-4ac}}}\ln \left|{\frac {2ax+b-{\sqrt {b^{2}-4ac}}}{2ax+b+{\sqrt {b^{2}-4ac}}}}\right|+C={\begin{cases}\displaystyle -{\frac {2}{\sqrt {b^{2}-4ac}}}\,\operatorname {arctanh} {\frac {2ax+b}{\sqrt {b^{2}-4ac}}}+C&(|2ax+b|<{\sqrt {b^{2}-4ac}}{\mbox{)}}\\[6pt]\displaystyle -{\frac {2}{\sqrt {b^{2}-4ac}}}\,\operatorname {arccoth} {\frac {2ax+b}{\sqrt {b^{2}-4ac}}}+C&(|2ax+b|\geq {\sqrt {b^{2}-4ac}}{\mbox{)}}\end{cases}}&(4ac-b^{2}<0{\mbox{)}}\\[12pt]\displaystyle -{\frac {2}{2ax+b}}+C&(4ac-b^{2}=0{\mbox{)}}\end{cases}}}
{\displaystyle \int {\frac {x}{ax^{2}+bx+c}}\,dx={\frac {1}{2a}}\ln \left|ax^{2}+bx+c\right|-{\frac {b}{2a}}\int {\frac {dx}{ax^{2}+bx+c}}+C}
{\displaystyle \int {\frac {mx+n}{ax^{2}+bx+c}}\,dx={\begin{cases}\displaystyle {\frac {m}{2a}}\ln \left|ax^{2}+bx+c\right|+{\frac {2an-bm}{a{\sqrt {4ac-b^{2}}}}}\arctan {\frac {2ax+b}{\sqrt {4ac-b^{2}}}}+C&(4ac-b^{2}>0{\mbox{)}}\\[12pt]\displaystyle {\frac {m}{2a}}\ln \left|ax^{2}+bx+c\right|-{\frac {2an-bm}{a{\sqrt {b^{2}-4ac}}}}\,\operatorname {arctanh} {\frac {2ax+b}{\sqrt {b^{2}-4ac}}}+C&(4ac-b^{2}<0{\mbox{)}}\\[12pt]\displaystyle {\frac {m}{2a}}\ln \left|ax^{2}+bx+c\right|-{\frac {2an-bm}{a(2ax+b)}}+C&(4ac-b^{2}=0{\mbox{)}}\end{cases}}}
{\displaystyle \int {\frac {1}{(ax^{2}+bx+c)^{n}}}\,dx={\frac {2ax+b}{(n-1)(4ac-b^{2})(ax^{2}+bx+c)^{n-1}}}+{\frac {(2n-3)2a}{(n-1)(4ac-b^{2})}}\int {\frac {1}{(ax^{2}+bx+c)^{n-1}}}\,dx+C}
{\displaystyle \int {\frac {x}{(ax^{2}+bx+c)^{n}}}\,dx=-{\frac {bx+2c}{(n-1)(4ac-b^{2})(ax^{2}+bx+c)^{n-1}}}-{\frac {b(2n-3)}{(n-1)(4ac-b^{2})}}\int {\frac {1}{(ax^{2}+bx+c)^{n-1}}}\,dx+C}
{\displaystyle \int {\frac {1}{x(ax^{2}+bx+c)}}\,dx={\frac {1}{2c}}\ln \left|{\frac {x^{2}}{ax^{2}+bx+c}}\right|-{\frac {b}{2c}}\int {\frac {1}{ax^{2}+bx+c}}\,dx+C}

## Hàm có dạngxm(a+b xn)p
- Những công thức sau hạ số mũ của hàm dưới dấu tích phân nhưng vẫn giữ nguyên dạng của chúng, do đó có thể được dùng nhiều lần để đưa số mũ m và p xuống 0.
- Những công thức hạ bậc này có thể dùng cho hàm có số mũ nguyên hoặc hữu tỉ.

{\displaystyle \int x^{m}\left(a+b\,x^{n}\right)^{p}dx={\frac {x^{m+1}\left(a+b\,x^{n}\right)^{p}}{m+n\,p+1}}\,+\,{\frac {a\,n\,p}{m+n\,p+1}}\int x^{m}\left(a+b\,x^{n}\right)^{p-1}dx}
{\displaystyle \int x^{m}\left(a+b\,x^{n}\right)^{p}dx=-{\frac {x^{m+1}\left(a+b\,x^{n}\right)^{p+1}}{a\,n(p+1)}}\,+\,{\frac {m+n(p+1)+1}{a\,n(p+1)}}\int x^{m}\left(a+b\,x^{n}\right)^{p+1}dx}
{\displaystyle \int x^{m}\left(a+b\,x^{n}\right)^{p}dx={\frac {x^{m+1}\left(a+b\,x^{n}\right)^{p}}{m+1}}\,-\,{\frac {b\,n\,p}{m+1}}\int x^{m+n}\left(a+b\,x^{n}\right)^{p-1}dx}
{\displaystyle \int x^{m}\left(a+b\,x^{n}\right)^{p}dx={\frac {x^{m-n+1}\left(a+b\,x^{n}\right)^{p+1}}{b\,n(p+1)}}\,-\,{\frac {m-n+1}{b\,n(p+1)}}\int x^{m-n}\left(a+b\,x^{n}\right)^{p+1}dx}
{\displaystyle \int x^{m}\left(a+b\,x^{n}\right)^{p}dx={\frac {x^{m-n+1}\left(a+b\,x^{n}\right)^{p+1}}{b(m+n\,p+1)}}\,-\,{\frac {a(m-n+1)}{b(m+n\,p+1)}}\int x^{m-n}\left(a+b\,x^{n}\right)^{p}dx}
{\displaystyle \int x^{m}\left(a+b\,x^{n}\right)^{p}dx={\frac {x^{m+1}\left(a+b\,x^{n}\right)^{p+1}}{a(m+1)}}\,-\,{\frac {b(m+n(p+1)+1)}{a(m+1)}}\int x^{m+n}\left(a+b\,x^{n}\right)^{p}dx}

## Hàm có dạng (A+B x) (a+b x)m(c+d x)n(e+f x)p
- Tương tự như trên, những công thức hạ bậc này có thể được dùng nhiều lần để đưa m, n và p xuống 0.
- Những công thức này dùng được cho số mũ là số nguyên hoặc số hữu tỉ.
- Cho B bằng 0, ta có trường hợp đặc biệt {\displaystyle (a+b\,x)^{m}(c+d\,x)^{n}(e+f\,x)^{p}}.

{\displaystyle \int (A+B\,x)(a+b\,x)^{m}(c+d\,x)^{n}(e+f\,x)^{p}dx=-{\frac {(A\,b-a\,B)(a+b\,x)^{m+1}(c+d\,x)^{n}(e+f\,x)^{p+1}}{b(m+1)(a\,f-b\,e)}}\,+\,{\frac {1}{b(m+1)(a\,f-b\,e)}}\,\cdot }
{\displaystyle \int (b\,c(m+1)(A\,f-B\,e)+(A\,b-a\,B)(n\,d\,e+c\,f(p+1))+d(b(m+1)(A\,f-B\,e)+f(n+p+1)(A\,b-a\,B))x)(a+b\,x)^{m+1}(c+d\,x)^{n-1}(e+f\,x)^{p}dx}
{\displaystyle \int (A+B\,x)(a+b\,x)^{m}(c+d\,x)^{n}(e+f\,x)^{p}dx={\frac {B(a+b\,x)^{m}(c+d\,x)^{n+1}(e+f\,x)^{p+1}}{d\,f(m+n+p+2)}}\,+\,{\frac {1}{d\,f(m+n+p+2)}}\,\cdot }
{\displaystyle \int (A\,a\,d\,f(m+n+p+2)-B(b\,c\,e\,m+a(d\,e(n+1)+c\,f(p+1)))+(A\,b\,d\,f(m+n+p+2)+B(a\,d\,f\,m-b(d\,e(m+n+1)+c\,f(m+p+1))))x)(a+b\,x)^{m-1}(c+d\,x)^{n}(e+f\,x)^{p}dx}
{\displaystyle \int (A+B\,x)(a+b\,x)^{m}(c+d\,x)^{n}(e+f\,x)^{p}dx={\frac {(A\,b-a\,B)(a+b\,x)^{m+1}(c+d\,x)^{n+1}(e+f\,x)^{p+1}}{(m+1)(a\,d-b\,c)(a\,f-b\,e)}}\,+\,{\frac {1}{(m+1)(a\,d-b\,c)(a\,f-b\,e)}}\,\cdot }
{\displaystyle \int ((m+1)(A(a\,d\,f-b(c\,f+d\,e))+B\,b\,c\,e)-(A\,b-a\,B)(d\,e(n+1)+c\,f(p+1))-d\,f(m+n+p+3)(A\,b-a\,B)x)(a+b\,x)^{m+1}(c+d\,x)^{n}(e+f\,x)^{p}dx}

## Hàm có dạngxm(A+B xn) (a+b xn)p(c+d xn)q
{\displaystyle \int x^{m}\left(A+B\,x^{n}\right)\left(a+b\,x^{n}\right)^{p}\left(c+d\,x^{n}\right)^{q}dx=-{\frac {(A\,b-a\,B)x^{m+1}\left(a+b\,x^{n}\right)^{p+1}\left(c+d\,x^{n}\right)^{q}}{a\,b\,n(p+1)}}\,+\,{\frac {1}{a\,b\,n(p+1)}}\,\cdot }
{\displaystyle \int x^{m}\left(c(A\,b\,n(p+1)+(A\,b-a\,B)(m+1))+d(A\,b\,n(p+1)+(A\,b-a\,B)(m+n\,q+1))x^{n}\right)\left(a+b\,x^{n}\right)^{p+1}\left(c+d\,x^{n}\right)^{q-1}dx}
{\displaystyle \int x^{m}\left(A+B\,x^{n}\right)\left(a+b\,x^{n}\right)^{p}\left(c+d\,x^{n}\right)^{q}dx={\frac {B\,x^{m+1}\left(a+b\,x^{n}\right)^{p+1}\left(c+d\,x^{n}\right)^{q}}{b(m+n(p+q+1)+1)}}\,+\,{\frac {1}{b(m+n(p+q+1)+1)}}\,\cdot }
{\displaystyle \int x^{m}\left(c((A\,b-a\,B)(1+m)+A\,b\,n(1+p+q))+(d(A\,b-a\,B)(1+m)+B\,n\,q(b\,c-a\,d)+A\,b\,d\,n(1+p+q))\,x^{n}\right)\left(a+b\,x^{n}\right)^{p}\left(c+d\,x^{n}\right)^{q-1}dx}
{\displaystyle \int x^{m}\left(A+B\,x^{n}\right)\left(a+b\,x^{n}\right)^{p}\left(c+d\,x^{n}\right)^{q}dx=-{\frac {(A\,b-a\,B)x^{m+1}\left(a+b\,x^{n}\right)^{p+1}\left(c+d\,x^{n}\right)^{q+1}}{a\,n(b\,c-a\,d)(p+1)}}\,+\,{\frac {1}{a\,n(b\,c-a\,d)(p+1)}}\,\cdot }
{\displaystyle \int x^{m}\left(c(A\,b-a\,B)(m+1)+A\,n(b\,c-a\,d)(p+1)+d(A\,b-a\,B)(m+n(p+q+2)+1)x^{n}\right)\left(a+b\,x^{n}\right)^{p+1}\left(c+d\,x^{n}\right)^{q}dx}
{\displaystyle \int x^{m}\left(A+B\,x^{n}\right)\left(a+b\,x^{n}\right)^{p}\left(c+d\,x^{n}\right)^{q}dx={\frac {B\,x^{m-n+1}\left(a+b\,x^{n}\right)^{p+1}\left(c+d\,x^{n}\right)^{q+1}}{b\,d(m+n(p+q+1)+1)}}\,-\,{\frac {1}{b\,d(m+n(p+q+1)+1)}}\,\cdot }
{\displaystyle \int x^{m-n}\left(a\,B\,c(m-n+1)+(a\,B\,d(m+n\,q+1)-b(-B\,c(m+n\,p+1)+A\,d(m+n(p+q+1)+1)))x^{n}\right)\left(a+b\,x^{n}\right)^{p}\left(c+d\,x^{n}\right)^{q}dx}
{\displaystyle \int x^{m}\left(A+B\,x^{n}\right)\left(a+b\,x^{n}\right)^{p}\left(c+d\,x^{n}\right)^{q}dx={\frac {A\,x^{m+1}\left(a+b\,x^{n}\right)^{p+1}\left(c+d\,x^{n}\right)^{q+1}}{a\,c(m+1)}}\,+\,{\frac {1}{a\,c(m+1)}}\,\cdot }
{\displaystyle \int x^{m+n}\left(a\,B\,c(m+1)-A(b\,c+a\,d)(m+n+1)-A\,n(b\,c\,p+a\,d\,q)-A\,b\,d(m+n(p+q+2)+1)x^{n}\right)\left(a+b\,x^{n}\right)^{p}\left(c+d\,x^{n}\right)^{q}dx}
{\displaystyle \int x^{m}\left(A+B\,x^{n}\right)\left(a+b\,x^{n}\right)^{p}\left(c+d\,x^{n}\right)^{q}dx={\frac {A\,x^{m+1}\left(a+b\,x^{n}\right)^{p+1}\left(c+d\,x^{n}\right)^{q}}{a(m+1)}}\,-\,{\frac {1}{a(m+1)}}\,\cdot }
{\displaystyle \int x^{m+n}\left(c(A\,b-a\,B)(m+1)+A\,n(b\,c(p+1)+a\,d\,q)+d((A\,b-a\,B)(m+1)+A\,b\,n(p+q+1))x^{n}\right)\left(a+b\,x^{n}\right)^{p}\left(c+d\,x^{n}\right)^{q-1}dx}
{\displaystyle \int x^{m}\left(A+B\,x^{n}\right)\left(a+b\,x^{n}\right)^{p}\left(c+d\,x^{n}\right)^{q}dx={\frac {(A\,b-a\,B)x^{m-n+1}\left(a+b\,x^{n}\right)^{p+1}\left(c+d\,x^{n}\right)^{q+1}}{b\,n(b\,c-a\,d)(p+1)}}\,-\,{\frac {1}{b\,n(b\,c-a\,d)(p+1)}}\,\cdot }
{\displaystyle \int x^{m-n}\left(c(A\,b-a\,B)(m-n+1)+(d(A\,b-a\,B)(m+n\,q+1)-b\,n(B\,c-A\,d)(p+1))x^{n}\right)\left(a+b\,x^{n}\right)^{p+1}\left(c+d\,x^{n}\right)^{q}dx}

## Hàm có dạng (d+e x)m(a+b x+c x2)pvớib2− 4a c= 0
{\displaystyle \int (d+e\,x)^{m}\left(a+b\,x+c\,x^{2}\right)^{p}dx={\frac {(d+e\,x)^{m+1}\left(a+b\,x+c\,x^{2}\right)^{p}}{e(m+1)}}\,-\,{\frac {p(d+e\,x)^{m+2}(b+2c\,x)\left(a+b\,x+c\,x^{2}\right)^{p-1}}{e^{2}(m+1)(m+2p+1)}}\,+\,{\frac {p(2p-1)(2c\,d-b\,e)}{e^{2}(m+1)(m+2p+1)}}\int (d+e\,x)^{m+1}\left(a+b\,x+c\,x^{2}\right)^{p-1}dx}
{\displaystyle \int (d+e\,x)^{m}\left(a+b\,x+c\,x^{2}\right)^{p}dx={\frac {(d+e\,x)^{m+1}\left(a+b\,x+c\,x^{2}\right)^{p}}{e(m+1)}}\,-\,{\frac {p(d+e\,x)^{m+2}(b+2\,c\,x)\left(a+b\,x+c\,x^{2}\right)^{p-1}}{e^{2}(m+1)(m+2)}}\,+\,{\frac {2\,c\,p\,(2\,p-1)}{e^{2}(m+1)(m+2)}}\int (d+e\,x)^{m+2}\left(a+b\,x+c\,x^{2}\right)^{p-1}dx}
{\displaystyle \int (d+e\,x)^{m}\left(a+b\,x+c\,x^{2}\right)^{p}dx=-{\frac {e(m+2p+2)(d+e\,x)^{m}\left(a+b\,x+c\,x^{2}\right)^{p+1}}{(p+1)(2p+1)(2c\,d-b\,e)}}\,+\,{\frac {(d+e\,x)^{m+1}(b+2c\,x)\left(a+b\,x+c\,x^{2}\right)^{p}}{(2p+1)(2c\,d-b\,e)}}\,+\,{\frac {e^{2}m(m+2p+2)}{(p+1)(2p+1)(2c\,d-b\,e)}}\int (d+e\,x)^{m-1}\left(a+b\,x+c\,x^{2}\right)^{p+1}dx}
{\displaystyle \int (d+e\,x)^{m}\left(a+b\,x+c\,x^{2}\right)^{p}dx=-{\frac {e\,m(d+e\,x)^{m-1}\left(a+b\,x+c\,x^{2}\right)^{p+1}}{2c(p+1)(2p+1)}}\,+\,{\frac {(d+e\,x)^{m}(b+2c\,x)\left(a+b\,x+c\,x^{2}\right)^{p}}{2c(2p+1)}}\,+\,{\frac {e^{2}m(m-1)}{2c(p+1)(2p+1)}}\int (d+e\,x)^{m-2}\left(a+b\,x+c\,x^{2}\right)^{p+1}dx}
{\displaystyle \int (d+e\,x)^{m}\left(a+b\,x+c\,x^{2}\right)^{p}dx={\frac {(d+e\,x)^{m+1}\left(a+b\,x+c\,x^{2}\right)^{p}}{e(m+2p+1)}}\,-\,{\frac {p(2c\,d-b\,e)(d+e\,x)^{m+1}(b+2c\,x)\left(a+b\,x+c\,x^{2}\right)^{p-1}}{2c\,e^{2}(m+2p)(m+2p+1)}}\,+\,{\frac {p(2p-1)(2c\,d-b\,e)^{2}}{2c\,e^{2}(m+2p)(m+2p+1)}}\int (d+e\,x)^{m}\left(a+b\,x+c\,x^{2}\right)^{p-1}dx}
{\displaystyle \int (d+e\,x)^{m}\left(a+b\,x+c\,x^{2}\right)^{p}dx=-{\frac {2c\,e(m+2p+2)(d+e\,x)^{m+1}\left(a+b\,x+c\,x^{2}\right)^{p+1}}{(p+1)(2p+1)(2c\,d-b\,e)^{2}}}\,+\,{\frac {(d+e\,x)^{m+1}(b+2c\,x)\left(a+b\,x+c\,x^{2}\right)^{p}}{(2p+1)(2c\,d-b\,e)}}\,+\,{\frac {2c\,e^{2}(m+2p+2)(m+2p+3)}{(p+1)(2p+1)(2c\,d-b\,e)^{2}}}\int (d+e\,x)^{m}\left(a+b\,x+c\,x^{2}\right)^{p+1}dx}
{\displaystyle \int (d+e\,x)^{m}\left(a+b\,x+c\,x^{2}\right)^{p}dx={\frac {(d+e\,x)^{m}(b+2c\,x)\left(a+b\,x+c\,x^{2}\right)^{p}}{2c(m+2p+1)}}\,+\,{\frac {m(2c\,d-b\,e)}{2c(m+2p+1)}}\int (d+e\,x)^{m-1}\left(a+b\,x+c\,x^{2}\right)^{p}dx}
{\displaystyle \int (d+e\,x)^{m}\left(a+b\,x+c\,x^{2}\right)^{p}dx=-{\frac {(d+e\,x)^{m+1}(b+2c\,x)\left(a+b\,x+c\,x^{2}\right)^{p}}{(m+1)(2c\,d-b\,e)}}\,+\,{\frac {2c(m+2p+2)}{(m+1)(2c\,d-b\,e)}}\int (d+e\,x)^{m+1}\left(a+b\,x+c\,x^{2}\right)^{p}dx}

## Hàm có dạng (d+e x)m(A+B x) (a+b x+c x2)p
{\displaystyle \int (d+e\,x)^{m}(A+B\,x)\left(a+b\,x+c\,x^{2}\right)^{p}dx={\frac {(d+e\,x)^{m+1}(A\,e(m+2p+2)-B\,d(2p+1)+e\,B(m+1)x)\left(a+b\,x+c\,x^{2}\right)^{p}}{e^{2}(m+1)(m+2p+2)}}\,+\,{\frac {1}{e^{2}(m+1)(m+2p+2)}}p\,\cdot }
{\displaystyle \int (d+e\,x)^{m+1}(B(b\,d+2a\,e+2a\,e\,m+2b\,d\,p)-A\,b\,e(m+2p+2)+(B(2c\,d+b\,e+b\,em+4c\,d\,p)-2A\,c\,e(m+2p+2))x)\left(a+b\,x+c\,x^{2}\right)^{p-1}dx}
{\displaystyle \int (d+e\,x)^{m}(A+B\,x)\left(a+b\,x+c\,x^{2}\right)^{p}dx={\frac {(d+e\,x)^{m}(A\,b-2a\,B-(b\,B-2A\,c)x)\left(a+b\,x+c\,x^{2}\right)^{p+1}}{(p+1)\left(b^{2}-4a\,c\right)}}\,+\,{\frac {1}{(p+1)\left(b^{2}-4a\,c\right)}}\,\cdot }
{\displaystyle \int (d+e\,x)^{m-1}(B(2a\,e\,m+b\,d(2p+3))-A(b\,e\,m+2c\,d(2p+3))+e(b\,B-2A\,c)(m+2p+3)x)\left(a+b\,x+c\,x^{2}\right)^{p+1}dx}
{\displaystyle \int (d+e\,x)^{m}(A+B\,x)\left(a+b\,x+c\,x^{2}\right)^{p}dx={\frac {(d+e\,x)^{m+1}(A\,c\,e(m+2p+2)-B(c\,d+2c\,d\,p-b\,e\,p)+B\,c\,e(m+2p+1)x)\left(a+b\,x+c\,x^{2}\right)^{p}}{c\,e^{2}(m+2p+1)(m+2p+2)}}\,-\,{\frac {p}{c\,e^{2}(m+2p+1)(m+2p+2)}}\,\cdot }
{\displaystyle \int (d+e\,x)^{m}(A\,c\,e(b\,d-2a\,e)(m+2p+2)+B(a\,e(b\,e-2c\,d\,m+b\,e\,m)+b\,d(b\,e\,p-c\,d-2c\,d\,p))+}
{\displaystyle \left(A\,c\,e(2c\,d-b\,e)(m+2p+2)-B\left(-b^{2}e^{2}(m+p+1)+2c^{2}d^{2}(1+2p)+c\,e(b\,d(m-2p)+2a\,e(m+2p+1))\right)\right)x)\left(a+b\,x+c\,x^{2}\right)^{p-1}dx}
{\displaystyle \int (d+e\,x)^{m}(A+B\,x)\left(a+b\,x+c\,x^{2}\right)^{p}dx={\frac {(d+e\,x)^{m+1}\left(A\left(b\,c\,d-b^{2}e+2a\,c\,e\right)-a\,B(2c\,d-b\,e)+c(A(2c\,d-b\,e)-B(b\,d-2a\,e))x\right)\left(a+b\,x+c\,x^{2}\right)^{p+1}}{(p+1)\left(b^{2}-4a\,c\right)\left(c\,d^{2}-b\,d\,e+a\,e^{2}\right)}}\,+}
{\displaystyle {\frac {1}{(p+1)\left(b^{2}-4a\,c\right)\left(c\,d^{2}-b\,d\,e+a\,e^{2}\right)}}\,\cdot }
{\displaystyle \int (d+e\,x)^{m}(A\left(b\,c\,d\,e(2p-m+2)+b^{2}e^{2}(m+p+2)-2c^{2}d^{2}(3+2p)-2a\,c\,e^{2}(m+2p+3)\right)-}
{\displaystyle B(a\,e(b\,e-2c\,dm+b\,e\,m)+b\,d(-3c\,d+b\,e-2c\,d\,p+b\,e\,p))+c\,e(B(b\,d-2a\,e)-A(2c\,d-b\,e))(m+2p+4)x)\left(a+b\,x+c\,x^{2}\right)^{p+1}dx}
{\displaystyle \int (d+e\,x)^{m}(A+B\,x)\left(a+b\,x+c\,x^{2}\right)^{p}dx={\frac {B(d+e\,x)^{m}\left(a+b\,x+c\,x^{2}\right)^{p+1}}{c(m+2p+2)}}\,+\,{\frac {1}{c(m+2p+2)}}\,\cdot }
{\displaystyle \int (d+e\,x)^{m-1}(m(A\,c\,d-a\,B\,e)-d(b\,B-2A\,c)(p+1)+((B\,c\,d-b\,B\,e+A\,c\,e)m-e(b\,B-2A\,c)(p+1))x)\left(a+b\,x+c\,x^{2}\right)^{p}dx}
{\displaystyle \int (d+e\,x)^{m}(A+B\,x)\left(a+b\,x+c\,x^{2}\right)^{p}dx=-{\frac {(B\,d-A\,e)(d+e\,x)^{m+1}\left(a+b\,x+c\,x^{2}\right)^{p+1}}{(m+1)\left(c\,d^{2}-b\,d\,e+a\,e^{2}\right)}}\,+\,{\frac {1}{(m+1)\left(c\,d^{2}-b\,d\,e+a\,e^{2}\right)}}\,\cdot }
{\displaystyle \int (d+e\,x)^{m+1}((A\,c\,d-A\,b\,e+a\,B\,e)(m+1)+b(B\,d-A\,e)(p+1)+c(B\,d-A\,e)(m+2p+3)x)\left(a+b\,x+c\,x^{2}\right)^{p}dx}

## Hàm có dạngxm(a+b xn+c x2n)p}} với {{math|1=b2− 4a c= 0
{\displaystyle \int x^{m}\left(a+b\,x^{n}+c\,x^{2n}\right)^{p}dx={\frac {x^{m+1}\left(a+b\,x^{n}+c\,x^{2n}\right)^{p}}{m+2n\,p+1}}\,+\,{\frac {n\,p\,x^{m+1}\left(2a+b\,x^{n}\right)\left(a+b\,x^{n}+c\,x^{2n}\right)^{p-1}}{(m+1)(m+2n\,p+1)}}\,-\,{\frac {b\,n^{2}p(2p-1)}{(m+1)(m+2n\,p+1)}}\int x^{m+n}\left(a+b\,x^{n}+c\,x^{2n}\right)^{p-1}dx}
{\displaystyle \int x^{m}\left(a+b\,x^{n}+c\,x^{2n}\right)^{p}dx={\frac {(m+n(2p-1)+1)x^{m+1}\left(a+b\,x^{n}+c\,x^{2n}\right)^{p}}{(m+1)(m+n+1)}}\,+\,{\frac {n\,p\,x^{m+1}\left(2a+b\,x^{n}\right)\left(a+b\,x^{n}+c\,x^{2n}\right)^{p-1}}{(m+1)(m+n+1)}}\,+\,{\frac {2c\,p\,n^{2}(2p-1)}{(m+1)(m+n+1)}}\int x^{m+2n}\left(a+b\,x^{n}+c\,x^{2n}\right)^{p-1}dx}
{\displaystyle \int x^{m}\left(a+b\,x^{n}+c\,x^{2n}\right)^{p}dx={\frac {(m+n(2p+1)+1)x^{m-n+1}\left(a+b\,x^{n}+c\,x^{2n}\right)^{p+1}}{b\,n^{2}(p+1)(2p+1)}}\,-\,{\frac {x^{m+1}\left(b+2c\,x^{n}\right)\left(a+b\,x^{n}+c\,x^{2n}\right)^{p}}{b\,n(2p+1)}}\,-\,{\frac {(m-n+1)(m+n(2p+1)+1)}{b\,n^{2}(p+1)(2p+1)}}\int x^{m-n}\left(a+b\,x^{n}+c\,x^{2n}\right)^{p+1}dx}
{\displaystyle \int x^{m}\left(a+b\,x^{n}+c\,x^{2n}\right)^{p}dx=-{\frac {(m-3n-2n\,p+1)x^{m-2n+1}\left(a+b\,x^{n}+c\,x^{2n}\right)^{p+1}}{2c\,n^{2}(p+1)(2p+1)}}\,-\,{\frac {x^{m-2n+1}\left(2a+b\,x^{n}\right)\left(a+b\,x^{n}+c\,x^{2n}\right)^{p}}{2c\,n(2p+1)}}\,+\,{\frac {(m-n+1)(m-2n+1)}{2c\,n^{2}(p+1)(2p+1)}}\int x^{m-2n}\left(a+b\,x^{n}+c\,x^{2n}\right)^{p+1}dx}
{\displaystyle \int x^{m}\left(a+b\,x^{n}+c\,x^{2n}\right)^{p}dx={\frac {x^{m+1}\left(a+b\,x^{n}+c\,x^{2n}\right)^{p}}{m+2n\,p+1}}\,+\,{\frac {n\,p\,x^{m+1}\left(2a+b\,x^{n}\right)\left(a+b\,x^{n}+c\,x^{2n}\right)^{p-1}}{(m+2n\,p+1)(m+n(2p-1)+1)}}\,+\,{\frac {2a\,n^{2}p(2p-1)}{(m+2n\,p+1)(m+n(2p-1)+1)}}\int x^{m}\left(a+b\,x^{n}+c\,x^{2n}\right)^{p-1}dx}
{\displaystyle \int x^{m}\left(a+b\,x^{n}+c\,x^{2n}\right)^{p}dx=-{\frac {(m+n+2n\,p+1)x^{m+1}\left(a+b\,x^{n}+c\,x^{2n}\right)^{p+1}}{2a\,n^{2}(p+1)(2p+1)}}\,-\,{\frac {x^{m+1}\left(2a+b\,x^{n}\right)\left(a+b\,x^{n}+c\,x^{2n}\right)^{p}}{2a\,n(2p+1)}}\,+\,{\frac {(m+n(2p+1)+1)(m+2n(p+1)+1)}{2a\,n^{2}(p+1)(2p+1)}}\int x^{m}\left(a+b\,x^{n}+c\,x^{2n}\right)^{p+1}dx}
{\displaystyle \int x^{m}\left(a+b\,x^{n}+c\,x^{2n}\right)^{p}dx={\frac {x^{m-n+1}\left(b+2c\,x^{n}\right)\left(a+b\,x^{n}+c\,x^{2n}\right)^{p}}{2c(m+2n\,p+1)}}\,-\,{\frac {b(m-n+1)}{2c(m+2n\,p+1)}}\int x^{m-n}\left(a+b\,x^{n}+c\,x^{2n}\right)^{p}dx}
{\displaystyle \int x^{m}\left(a+b\,x^{n}+c\,x^{2n}\right)^{p}dx={\frac {x^{m+1}\left(b+2c\,x^{n}\right)\left(a+b\,x^{n}+c\,x^{2n}\right)^{p}}{b(m+1)}}\,-\,{\frac {2c(m+n(2p+1)+1)}{b(m+1)}}\int x^{m+n}\left(a+b\,x^{n}+c\,x^{2n}\right)^{p}dx}

## Hàm có dạngxm(A+B xn) (a+b xn+c x2n)p
{\displaystyle \int x^{m}\left(A+B\,x^{n}\right)\left(a+b\,x^{n}+c\,x^{2n}\right)^{p}dx={\frac {x^{m+1}\left(A(m+n(2p+1)+1)+B(m+1)x^{n}\right)\left(a+b\,x^{n}+c\,x^{2n}\right)^{p}}{(m+1)(m+n(2p+1)+1)}}\,+\,{\frac {n\,p}{(m+1)(m+n(2p+1)+1)}}\,\cdot }
{\displaystyle \int x^{m+n}\left(2a\,B(m+1)-A\,b(m+n(2p+1)+1)+(b\,B(m+1)-2\,A\,c(m+n(2p+1)+1))x^{n}\right)\left(a+b\,x^{n}+c\,x^{2n}\right)^{p-1}dx}
{\displaystyle \int x^{m}\left(A+B\,x^{n}\right)\left(a+b\,x^{n}+c\,x^{2n}\right)^{p}dx={\frac {x^{m-n+1}\left(A\,b-2a\,B-(b\,B-2A\,c)x^{n}\right)\left(a+b\,x^{n}+c\,x^{2n}\right)^{p+1}}{n(p+1)\left(b^{2}-4a\,c\right)}}\,+\,{\frac {1}{n(p+1)\left(b^{2}-4a\,c\right)}}\,\cdot }
{\displaystyle \int x^{m-n}\left((m-n+1)(2a\,B-A\,b)+(m+2n(p+1)+1)(b\,B-2A\,c)x^{n}\right)\left(a+b\,x^{n}+c\,x^{2n}\right)^{p+1}dx}
{\displaystyle \int x^{m}\left(A+B\,x^{n}\right)\left(a+b\,x^{n}+c\,x^{2n}\right)^{p}dx={\frac {x^{m+1}\left(b\,B\,n\,p+A\,c(m+n(2p+1)+1)+B\,c(m+2n\,p+1)x^{n}\right)\left(a+b\,x^{n}+c\,x^{2n}\right)^{p}}{c(m+2n\,p+1)(m+n(2p+1)+1)}}\,+\,{\frac {n\,p}{c(m+2n\,p+1)(m+n(2p+1)+1)}}\,\cdot }
{\displaystyle \int x^{m}\left(2a\,A\,c(m+n(2p+1)+1)-a\,b\,B(m+1)+\left(2a\,B\,c(m+2n\,p+1)+A\,b\,c(m+n(2p+1)+1)-b^{2}B(m+n\,p+1)\right)x^{n}\right)\left(a+b\,x^{n}+c\,x^{2n}\right)^{p-1}dx}
{\displaystyle \int x^{m}\left(A+B\,x^{n}\right)\left(a+b\,x^{n}+c\,x^{2n}\right)^{p}dx=-{\frac {x^{m+1}\left(A\,b^{2}-a\,b\,B-2a\,A\,c+(A\,b-2a\,B)c\,x^{n}\right)\left(a+b\,x^{n}+c\,x^{2n}\right)^{p+1}}{a\,n(p+1)\left(b^{2}-4a\,c\right)}}\,+\,{\frac {1}{a\,n(p+1)\left(b^{2}-4a\,c\right)}}\,\cdot }
{\displaystyle \int x^{m}\left((m+n(p+1)+1)A\,b^{2}-a\,b\,B(m+1)-2(m+2n(p+1)+1)a\,A\,c+(m+n(2p+3)+1)(A\,b-2a\,B)c\,x^{n}\right)\left(a+b\,x^{n}+c\,x^{2n}\right)^{p+1}dx}
{\displaystyle \int x^{m}\left(A+B\,x^{n}\right)\left(a+b\,x^{n}+c\,x^{2n}\right)^{p}dx={\frac {B\,x^{m-n+1}\left(a+b\,x^{n}+c\,x^{2n}\right)^{p+1}}{c(m+n(2p+1)+1)}}\,-\,{\frac {1}{c(m+n(2p+1)+1)}}\,\cdot }
{\displaystyle \int x^{m-n}\left(a\,B(m-n+1)+(b\,B(m+n\,p+1)-A\,c(m+n(2p+1)+1))x^{n}\right)\left(a+b\,x^{n}+c\,x^{2n}\right)^{p}dx}
{\displaystyle \int x^{m}\left(A+B\,x^{n}\right)\left(a+b\,x^{n}+c\,x^{2n}\right)^{p}dx={\frac {A\,x^{m+1}\left(a+b\,x^{n}+c\,x^{2n}\right)^{p+1}}{a(m+1)}}\,+\,{\frac {1}{a(m+1)}}\,\cdot }
{\displaystyle \int x^{m+n}\left(a\,B(m+1)-A\,b(m+n(p+1)+1)-A\,c(m+2n(p+1)+1)x^{n}\right)\left(a+b\,x^{n}+c\,x^{2n}\right)^{p}dx}

## Các hàm khác
{\displaystyle \int {\frac {f'(x)}{f(x)}}\,dx=\ln \left|f(x)\right|+C}
{\displaystyle \int {\frac {1}{x^{2}+a^{2}}}\,dx={\frac {1}{a}}\arctan {\frac {x}{a}}\,\!+C}
{\displaystyle \int {\frac {1}{x^{2}-a^{2}}}\,dx={\begin{cases}\displaystyle -{\frac {1}{a}}\,\operatorname {arctanh} {\frac {x}{a}}+C={\frac {1}{2a}}\ln {\frac {a-x}{a+x}}+C&(|x|<|a|{\mbox{)}}\\[12pt]\displaystyle -{\frac {1}{a}}\,\operatorname {arccoth} {\frac {x}{a}}+C={\frac {1}{2a}}\ln {\frac {x-a}{x+a}}+C&(|x|>|a|{\mbox{)}}\end{cases}}}
{\displaystyle \int {\frac {dx}{x^{2^{n}}+1}}={\frac {1}{2^{n-1}}}\sum _{k=1}^{2^{n-1}}\sin \left({\frac {2k-1}{2^{n}}}\pi \right)\arctan \left[\left(x-\cos \left({\frac {2k-1}{2^{n}}}\pi \right)\right)\csc \left({\frac {2k-1}{2^{n}}}\pi \right)\right]-{\frac {1}{2}}\cos \left({\frac {2k-1}{2^{n}}}\pi \right)\ln \left|x^{2}-2x\cos \left({\frac {2k-1}{2^{n}}}\pi \right)+1\right|+C}